# ديفال مالونغا
ديفال مالونغا (مواليد 18 أبريل 1995) هو ملاكم من جمهورية الكونغو، مثّل بلاده في الألعاب الأولمبية الصيفية 2016.

## روابط خارجية
ديفال مالونغا على موقع اللجنة الأولمبية الدولية (الإنجليزية)
- ديفال مالونغا على موقع أوليمبيديا (الإنجليزية)